# Ponza

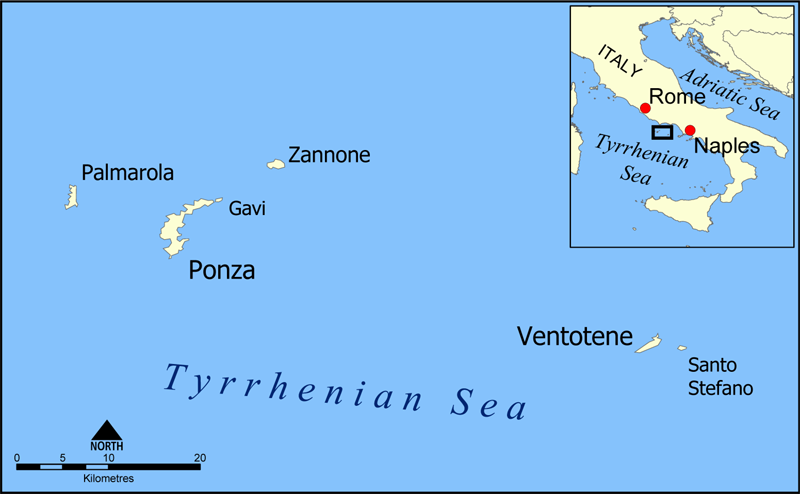
Mapa das ilhas Pontinas, mostrando a localização de Ponza.

Ponza é uma ilha do mar Tirreno, pertencente ao arquipélago das ilhas Pontinas), ocupada pela comuna italiana do mesmo nome, parte da região do Lácio, província de Latina, com cerca de 3.107 habitantes. Estende-se por uma área de 9,87 km², tendo uma densidade populacional de 315 hab/km². Faz fronteira com mar Tirreno.

## Demografia
| Variação demográfica do município entre 1861 e 2011                               |
|                                                                                   |
| Fonte: Istituto Nazionale di Statistica (ISTAT) - Elaboração gráfica da Wikipedia |